# Le Steak (film)
Pour les articles homonymes, voir Le Steak et Steak (homonymie).
Le Steak est un film documentaire pamphlétaire, long métrage de Pierre Falardeau et Manon Leriche tourné et diffusé en 1992.

## Synopsis
Témoignage percutant sur la boxe, le film présente comme guide l'ex-champion canadien Gaëtan Hart (en), tristement célèbre pour avoir causé la mort de Cleveland Denny (en), l'un de ses adversaires, lors d'un combat. Le pugiliste se livre à cœur ouvert devant la caméra.
Entre deux combats, exploration de l'humanité d'un gladiateur moderne. Gaëtan Hart se bat pour gagner son steak et conserver sa dignité.
Avec des mots simples, le boxeur fait tomber les préjugés entretenus à propos de ce sport.

## Prix
- 1992 : Deux prix remportés au Festival du film sportif de Turin, Italie

## Fiche technique
- Réalisation : Pierre Falardeau et Manon Leriche
- Production : Office national du film du Canada
- Producteurs délégués : Éric Michel et Joanne Carrière
- Scénario : Pierre Falardeau
- Images : Martin Leclerc
- Montage : Werner Nold
- Musique : Robert Leriche
- Son : Claude Beauregard
- Mixage : Adrian Croll
- Narration : Alexis Martin, Jerry Snell et Alain Pratte
- Durée : 75 minutes et 10 secondes